# Daniel Curtis
Daniel Curtis (24 oktober 1951) is een Belgisch voormalig hockeyer.

## Levensloop
Curtis was actief bij La Rasante. Daarnaast maakte hij deel uit van de Belgisch zaalhockeyploeg die zilver behaalde op het Europees kampioenschap van 1976 in het Nederlandse Arnhem.